# Daloa
Daloa je grad u Obali Bjelokosti, u regiji Haut-Sassandra. Leži 130 km zapadno od glavnog grada Yamoussoukra.
Grad Daloa je regionalni glavni grad i važno trgovačko središte, posebno za kakao. Ima i zračnu luku. Tijekom građanskog rata u Obali Bjelokosti bio je mjesto masakra od strane vladinih snaga u listopadu 2002.
Godine 1998. Daloa je imala 173.107 stanovnika, čime je bila četvrti grad po brojnosti u državi. U gradu je rođen glazbenik Ernesto Djédjé. Poznat je nogometni klub Réveil Club de Daloa.